# Antecaridina
Antecaridina is een geslacht van kreeftachtigen uit de klasse van de Malacostraca (hogere kreeftachtigen).

## Soort
- Antecaridina lauensis (Edmondson, 1935)